# Cynotilapia
Genre
Cynotilapia est un genre de poissons de la famille des Cichlidae. Toutes sont endémiques du lac Malawi en Afrique. Victimes de la surpêche et de la pollution, certaines sont classées Vulnérables sur la Liste Rouge IUCN des espèces menacées. Un certain nombre de variétés géographiques, dont la coloration varie (en particulier les zones jaunes plus ou moins étendues) et les caractéristiques méristiques sont connues.

## Liste des espèces
Selon FishBase (24 janvier 2017) et ITIS (24 janvier 2017) :
- Cynotilapia afra (Günther, 1894)

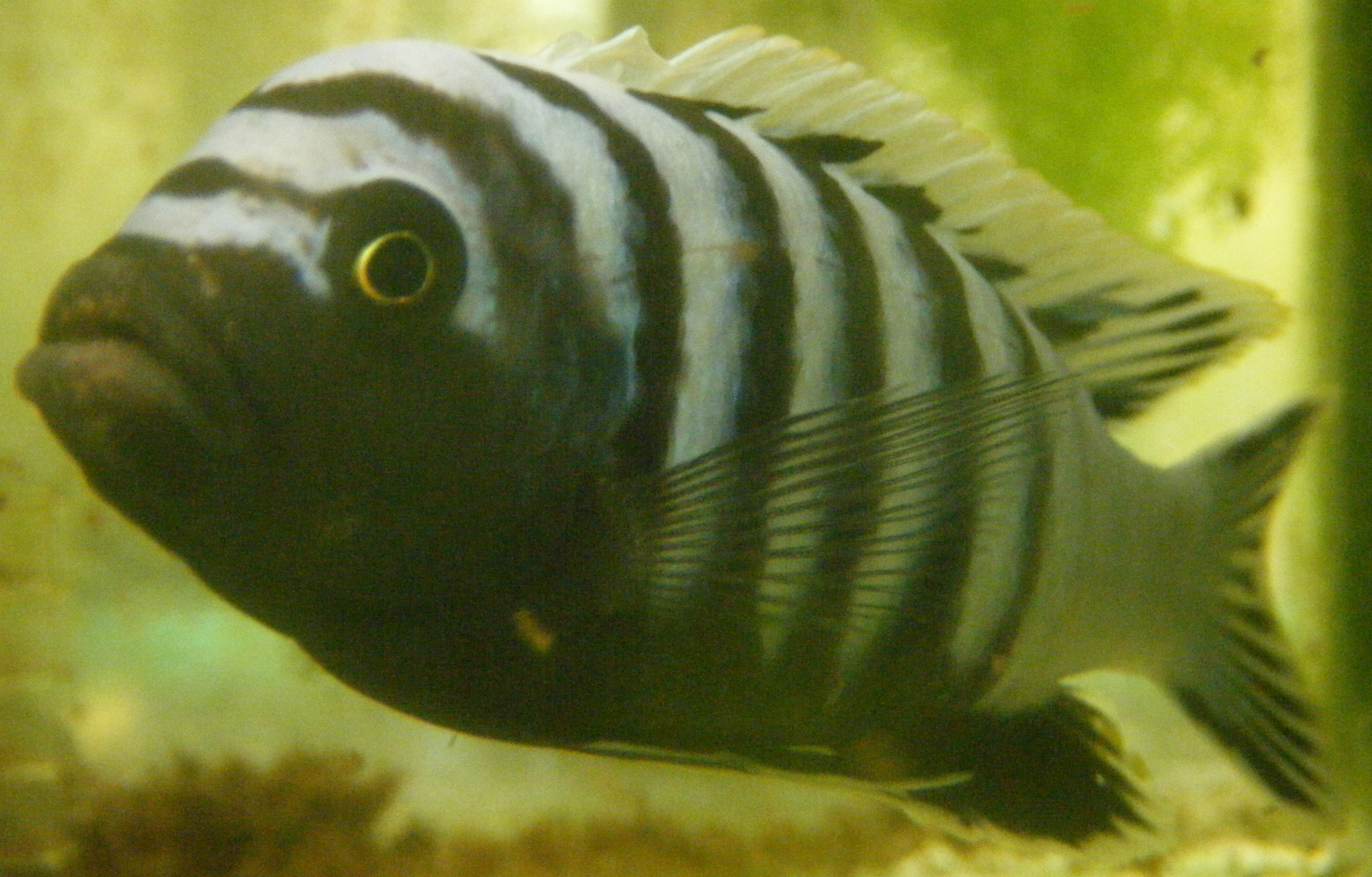
Cynotilapia zebroides "Jalo Reef", Mâle

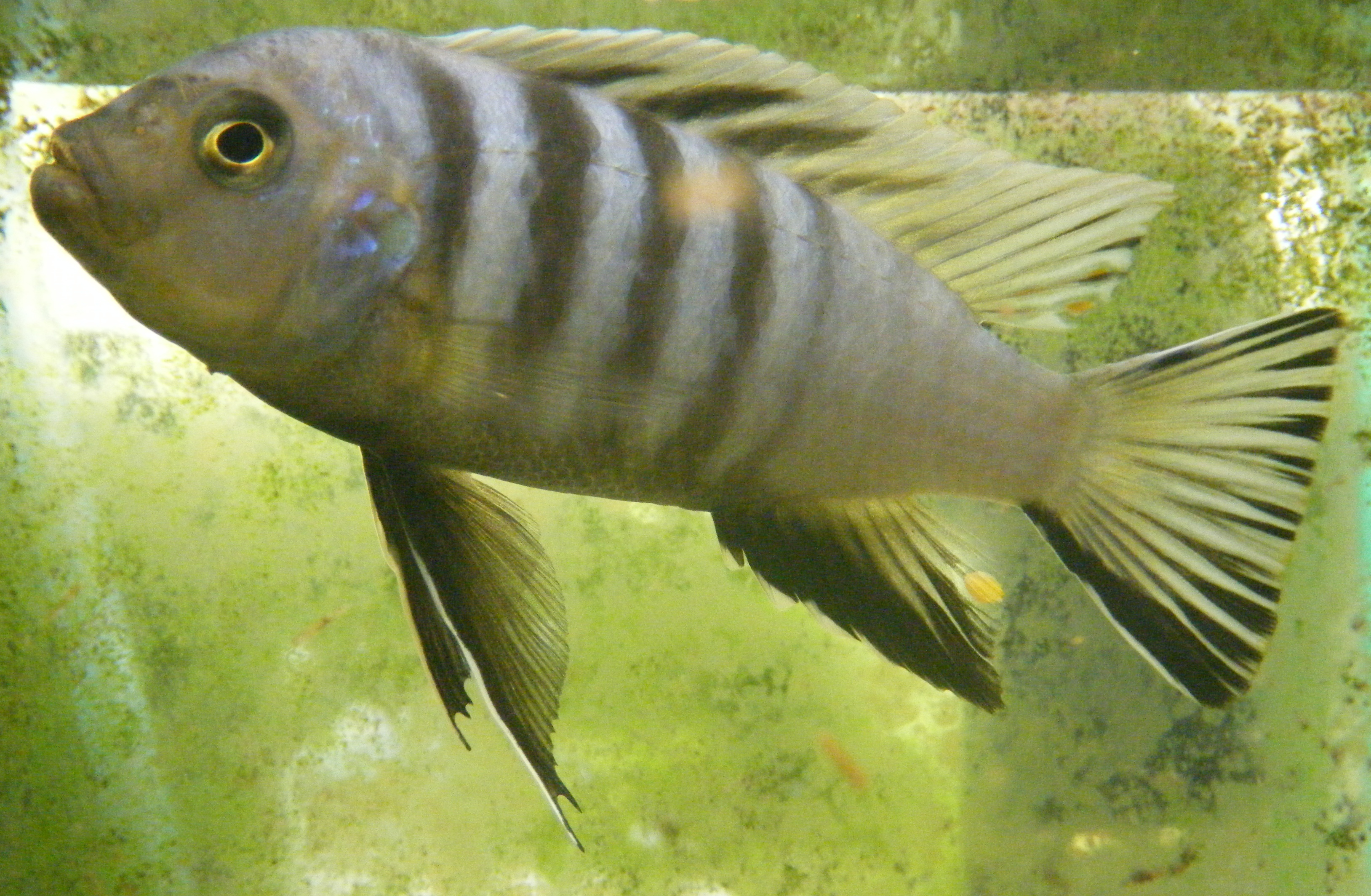
Cynotilapia axelrodi Mâle

- Cynotilapia axelrodi Burgess, 1976
- Cynotilapia pulpican Tawil, 2002

### Espèces non décrites, variétés géographiques
Liste non exhaustive (voir aussi carte des localités de pèches):
- Cynotilapia sp. "black dorsal"[6]
- Cynotilapia sp. "black dorsal" "Mbenji Island"[1]
- Cynotilapia sp. "chinyankwazi"[6],[1]
- Cynotilapia sp. "dwarf"[6]
- Cynotilapia sp. "elongatus chitimba"[6],[1]
- Cynotilapia sp. "hara" "Gallireya Reef"[6],[1]
- Cynotilapia sp. "lion"[6],[7]
- Cynotilapia sp. "lion" "Cape Kaiser"[1]
- Cynotilapia sp. "lion" "Kawanga"[1]
- Cynotilapia sp. "lion" "Lion's Cove"[1],[7]
- Cynotilapia sp. "lion" "Lupingu"[1],[7]
- Cynotilapia sp. "lion" "Magunga"[1]
- Cynotilapia sp. "lion" "Mara Rocks"[1],[7]
- Cynotilapia sp. "lion" "Sanga"[1]
- Cynotilapia sp. "maleri" "Nakantenga Island"[6],[1]
- Cynotilapia sp. "mbamba"[1] - Voir Cynotilapia aurifrons[6]
- Cynotilapia sp. "mbweca" "Cobue" - Voir Maylandia[6]

#### Variétés géographiques définies
Liste non exhaustive (voir aussi carte des localités de pèches):
- Cynotilapia aurifrons[8] - non reconnu par FishBase
  - Cynotilapia aurifrons "Chilumba"[1]
  - Cynotilapia aurifrons "Luwino Reef"[1]
  - Cynotilapia aurifrons "Mdoka"[1]
  - Cynotilapia aurifrons "Mphanga Rocks"[1],[8]
  - Cynotilapia aurifrons "Nkhata Bay"[1],[8]

- Cynotilapia axelrodi
  - Cynotilapia axelrodi "Nkhata Bay"[1]

- Cynotilapia zebroides - non reconnu par FishBase
  - Cynotilapia zebroides "Charo"[1],[2]
  - Cynotilapia zebroides "Chewere"[1],[2]
  - Cynotilapia zebroides "Chimate"[1]
  - Cynotilapia zebroides "Chiofu"[1]
  - Cynotilapia zebroides "Chiwindi"[1]
  - Cynotilapia zebroides "Chizumulu Island"[1],[2]
  - Cynotilapia zebroides "Cobue"[1],[2]
  - Cynotilapia zebroides "Hai Reef"[1],[2]
  - Cynotilapia zebroides "Jalo Reef"[1],[2]
  - Cynotilapia zebroides "Katale Island"[1]
  - Cynotilapia zebroides "Likoma Island"[1],[2]
  - Cynotilapia zebroides "Linganjala Reef"[1]
  - Cynotilapia zebroides "Londo"[1]
  - Cynotilapia zebroides "Lumbila"[2]
  - Cynotilapia zebroides "Lundo"[1]
  - Cynotilapia zebroides "Lundu"[1]
  - Cynotilapia zebroides "Lupingu"[1]
  - Cynotilapia zebroides "Lushununu"[1]
  - Cynotilapia zebroides "Makonde"[1]
  - Cynotilapia zebroides "Manda"[1]
  - Cynotilapia zebroides "Mara Point"[1]
  - Cynotilapia zebroides "Minos Reef"[1],[2]
  - Cynotilapia zebroides "Ndonga"[1]
  - Cynotilapia zebroides "Ndumbi"[1]
  - Cynotilapia zebroides "Nkhata Bay"[1],[2]
  - Cynotilapia zebroides "Ntekete"[1]
  - Cynotilapia zebroides "Thumbi West Island"[1],[2]
  - Cynotilapia zebroides "red top" Likoma Island"[1]
  - Cynotilapia zebroides "white top" Likoma Island"[1]

## Reproduction
Les espèces que regroupe le genre Cynotilapia sont toutes incubatrices buccales maternelles. En effet ce sont les femelles qui gardent les œufs, larves et tout jeunes poissons dans leur gueule environ 3 semaines de gestation. Les mâles construisent souvent de petits nids ou cuvette directement sur le sable, parfois simplement sur une pierre, qu'ils défendent farouchement. C'est au-dessus de ses nids qui courtisent leur femelle. Même si la reproduction en aquarium du genre Cynotilapia est relativement facile dans de bonnes conditions, il est important de préciser que certaines espèces sont classées vulnérables sur la liste rouge IUCN des espèces menacées. Il est donc important de reproduire ses espèces dans les meilleures conditions possibles et de les diffuser de manière exemplaire.

## Galerie

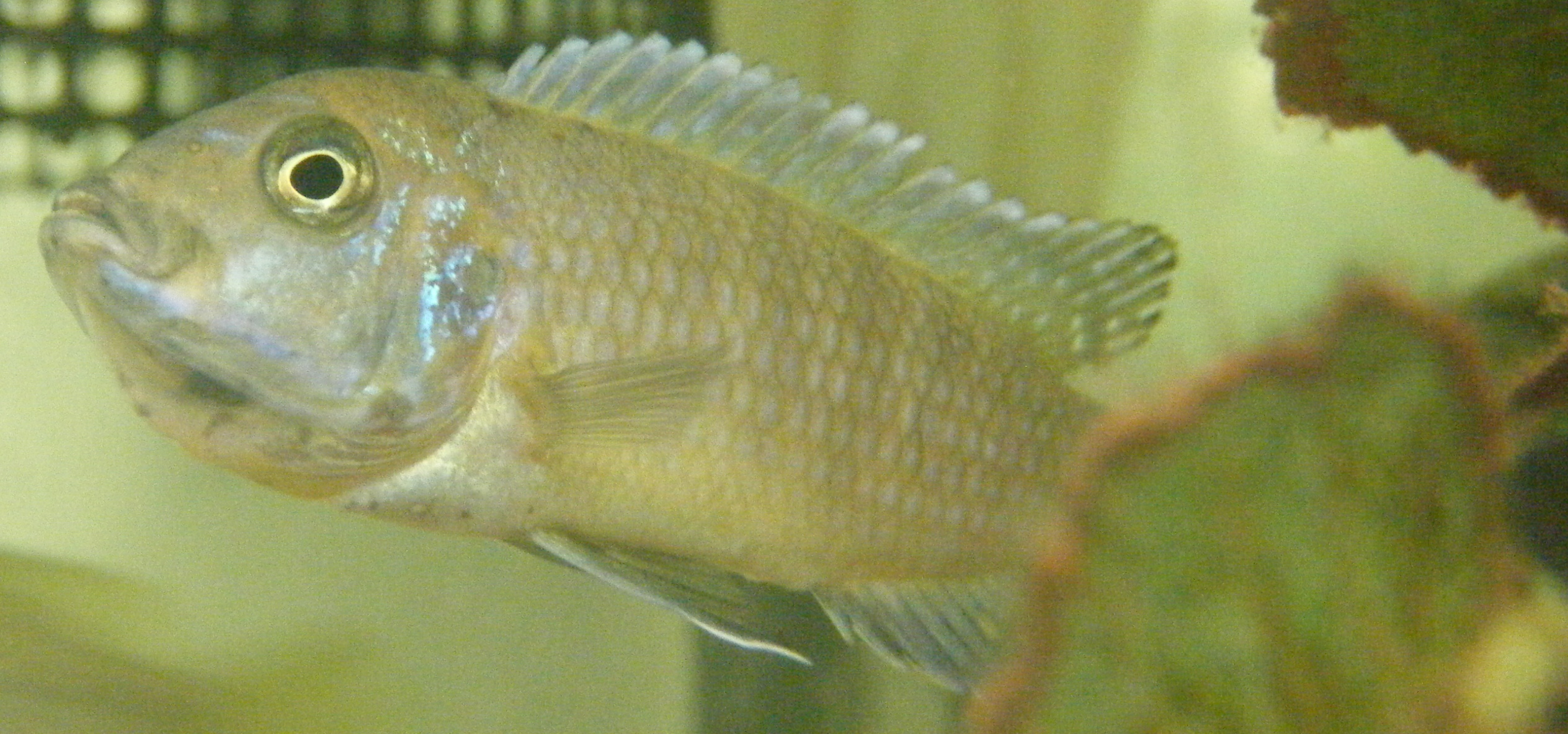
Cynotilapia zebroides "Jalo Reef"[1],[2]. Femelle en incubation.
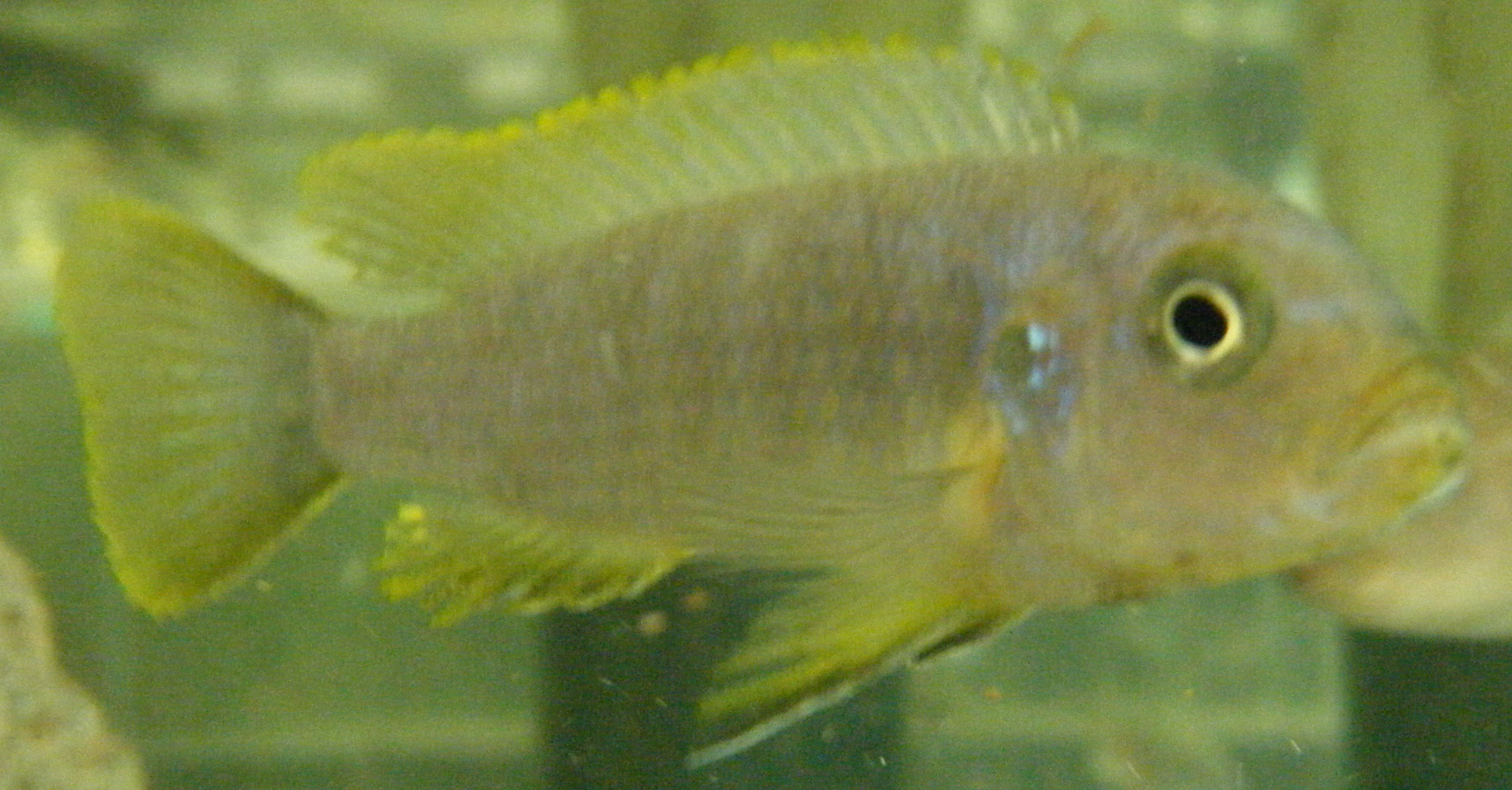
Cynotilapia axelrodi femelle.

## Source externe
- Banque photo et discussion du genre